# Lanzallamas

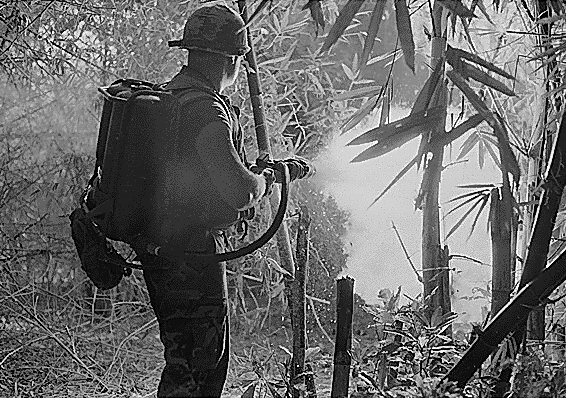
Uso del lanzallamas en combate durante la guerra de Vietnam.

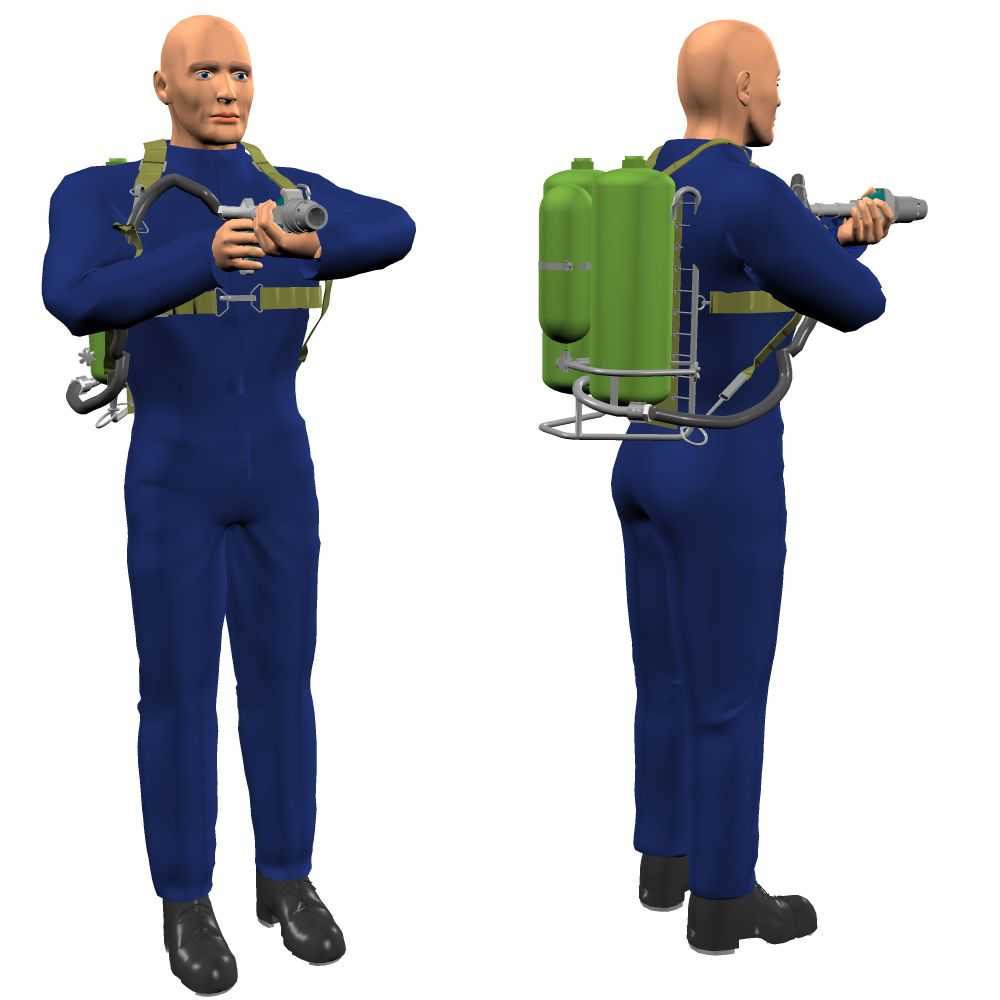
Vistas frontal y trasera de un hombre con el lanzallamas M2A1-7, utilizado por el Ejército de los Estados Unidos en la Segunda Guerra Mundial.

El lanzallamas es un sistema mecánico para lanzar a distancia un chorro de fuego y que tiene su principal aplicación bélica en el ataque a obras defensivas.
Consta de un depósito de combustible, de otro con gas a presión, de un tubo unido a una lanza desde la que sale el chorro de fuego y de un dispositivo de encendido. Existen diversos tipos de lanzallamas, como el ligero, manejado por la infantería y los zapadores; el pesado o de posición, empleado en defensa, y el pesado sobre carro de combate. Su alcance oscila entre los 15 y 30 metros para los ligeros y de entre 50 y 200 metros para los pesados.

## Orígenes

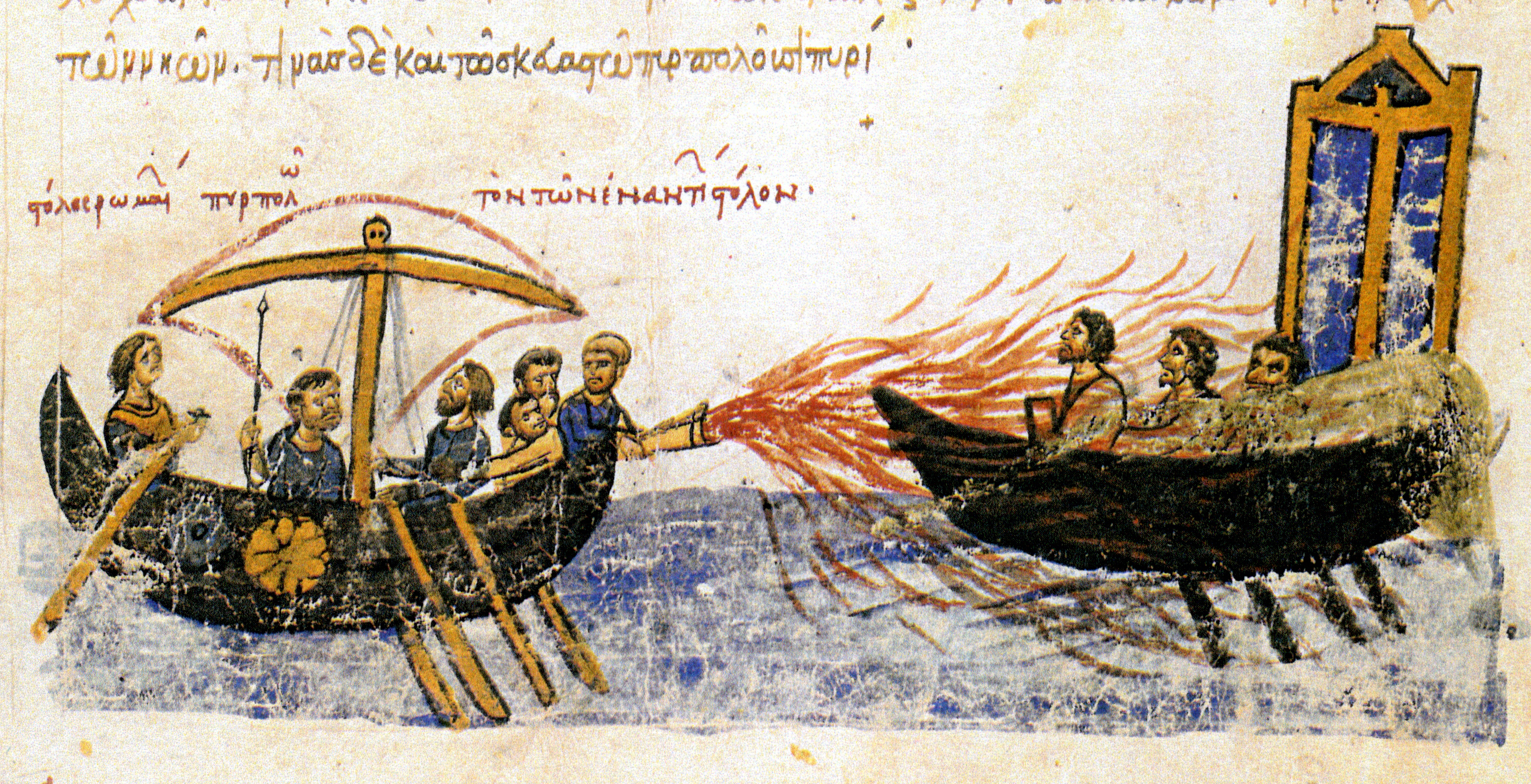
El fuego griego posiblemente haya sido una versión primigenia del lanzallamas.

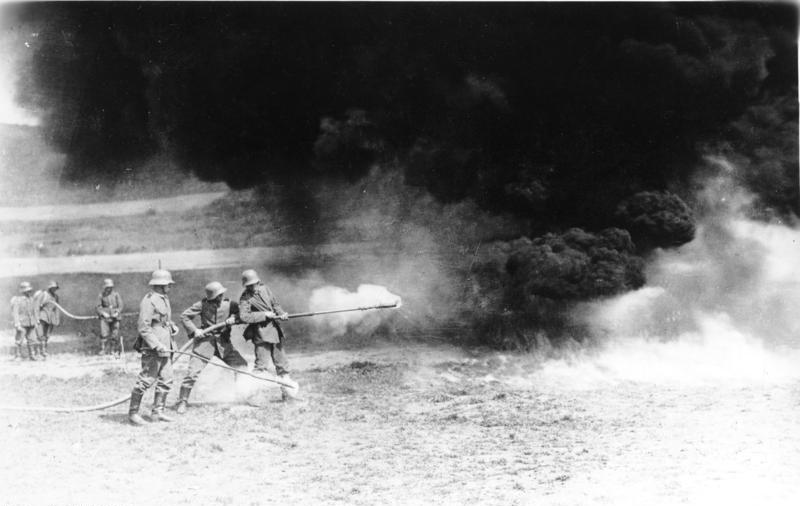
Lanzallamas alemanes durante la Primera Guerra Mundial en el Frente Occidental, 1917.

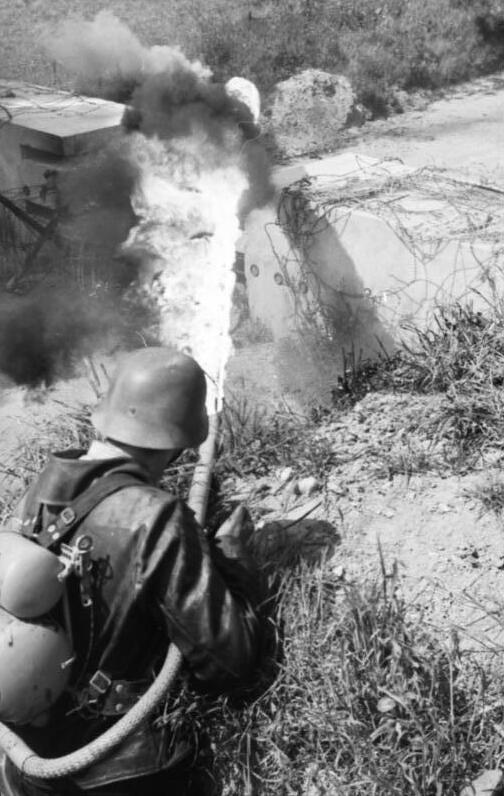
Soldado alemán operando un lanzallamas en 1944.

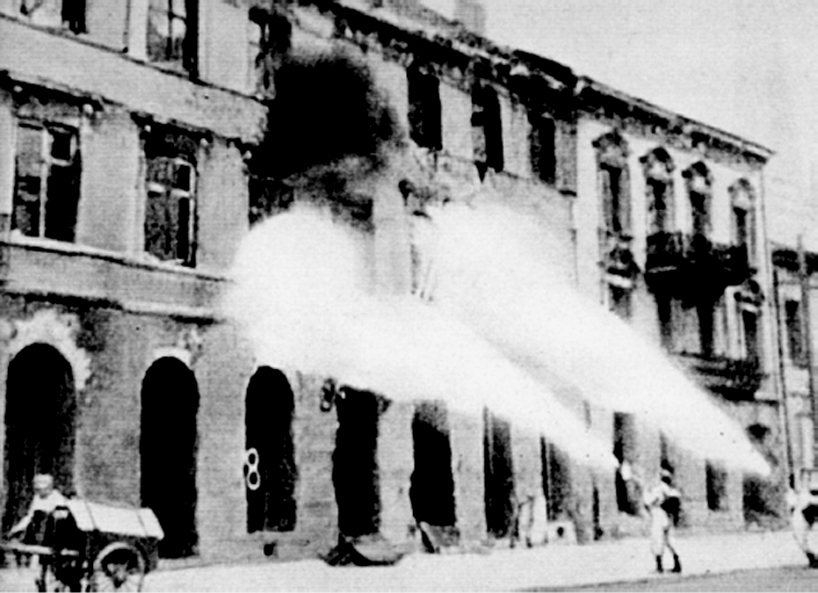
El Brennkommando (Destacamento Incendiario) del ejército alemán destruyendo Varsovia durante la destrucción planeada de la ciudad.

La idea de arrojar fuego desde un arma ha existido desde la antigüedad. Las primeras armas de este tipo son de los bizantinos, que usaban lanzallamas rudimentarios en sus buques de guerra a comienzos del siglo VI d. C., lo que era conocido como fuego griego. El fuego griego, usado ampliamente por el Imperio bizantino, fue inventado por Calínico de Heliópolis, probablemente hacia el 673. El lanzallamas también tiene sus orígenes en el Imperio bizantino, que empleaba un dispositivo de mano que disparaba ráfagas de fuego griego a través de un sifón -manguera y pistón- encendiéndolo con un fósforo, lo que es similar a las versiones modernas.
El pen huo qi (mecanismo para arrojar fuego) era un lanzallamas con pistón chino que usaba una sustancia similar a la gasolina o la nafta, que fue inventado hacia el 919, durante el periodo de las Cinco Dinastías y los Diez Reinos. Los avances en la tecnología militar ayudaron a la dinastía Song a la defensa contra los vecinos hostiles del norte, incluidos los mongoles. La referencia más antigua al fuego griego en China fue escrita por Wu Renchen en sus Anales de primavera y otoño de los Diez Reinos de 917.
En el 919, el mecanismo de bomba con sifón fue usado para difundir el combustible de "fuego feroz", que no se podía apagar con agua según Lin Yu en Wu-Yue Beishi. Esta es la primera referencia creíble china del lanzallamas, que empleaba una solución química del fuego griego. Lin Yu también mencionó que el "fuego feroz" derivaba del contacto de China con Arabia en los mares del sur. En la batalla del Langshan Jiang (del río del Monte del Lobo) del 919, la flota del rey Wenmu de Wuyue derrotó a la flota del reino de Wu porque habían usado el fuego de un combustible para quemar sus barcos. Esto fue el primer uso chino de armas de fuego en la guerra. Se requirió de una mecha de combustión lenta para encender las llamas. Los chinos aplicaron el uso de un pistón doble y fuelles para expulsar el combustible de un cilindro con una mecha de combustión lenta que encendía el combustible. Esto es mencionado en la obra Wujing Zongyao del 1044. En la desaparición del estado de Tang del Sur hacia el 976 d. C., las fuerzas navales de Song combatieron contra las fuerzas de Tang del Sur en el río Yangtze en el 975. Las flota de Song intentó usar lanzallamas contra la flota de Tang del Sur, pero fue consumida accidentalmente por su propio fuego cuando un intenso viento lo llevó en su misma dirección.
Aunque los lanzallamas no fueron usados en la Guerra de Secesión, se amenazó con el uso de fuego griego, y los lanzallamas se han usado la mayoría de los conflictos bélicos desde entonces.
El húngaro Gábor Szakáts inventó el lanzallamas que fue usado por el ejército alemán durante la Primera Guerra Mundial (1914-1918). Gábor Szakáts fue el único húngaro en la lista de criminales de guerra realizada por Francia debido a la invención del lanzallamas. En su lugar de nacimiento, Budapest, se negaron a enterrar a Szakáts debido a su invento. En 1911 el ejército alemán acogió su primer lanzallamas. Creó un regimiento especial de doce compañías equipadas con el flammenwerferapparaten. En una batalla en el sector de Argonne-Meuse en octubre de 1914 se usó un spray de petróleo que fue quemado por una bomba incendiaria.
El lanzallamas fue empleado por primera vez en la Primera Guerra Mundial el 26 de febrero de 1915, cuando fue usado de forma breve contra el bando francés a las afueras del Verdún. El 30 de julio de 1915 fue usado en una acción coordinada contra las trincheras británicas en Hooge, cuando la línea estaba a 4,5 metros. En este caso, las bajas fueron causadas cuando los soldados salieron de la trinchera y se les disparó con fusiles y ametralladoras, en lugar de por el fuego en sí mismo.
Los lanzallamas tenían otras limitaciones: eran engorrosos y difíciles de manejar; solo podían dispararse de forma segura desde una trinchera, lo que limitaba su uso a áreas en donde las trincheras enemigas estaban a menos del alcance máximo del arma, que era de 18 metros, lo que no era una situación común; y el combustible solamente duraba dos minutos.
En la batalla del Somme de 1916 fuerzas británicas usaron armas experimentales llamadas lanzallamas de túnel Livens (Livens Large Gallery Flame Projector), por su inventor, el oficial de los Ingenieros Reales William Howard Livens
El ejército francés desarrolló la serie de lanzallamas Schilt, que también fueron utilizados por el ejército italiano. El Ejército Imperial Ruso usó 11.446 lanzallamas producidos en el país, de los cuales más de 10 000 eran del diseño portátil para soldados de Tovarnitski.
En el periodo de entreguerras, se usaron al menos cuatro lanzallamas en la Guerra del Chaco por el ejército boliviano, durante un infructuoso asalto a la fortaleza de Nanawa, Paraguay, de 1933.

## Segunda Guerra Mundial
Se usó más durante la Segunda Guerra Mundial. En 1939, el Heer empleó lanzallamas portátiles contra una oficina de correos polaca de Danzig. Posteriormente, en 1942, el Ejército de los Estados Unidos introdujo su propio lanzallamas portátil. La vulnerabilidad de la infantería llevando las mochilas del lanzallamas y el corto alcance del arma llevaron a experimentar con lanzallamas montados en tanques, los tanques lanzallamas, que fueron usados por muchos países.
Los alemanes hicieron un uso considerable del Flammenwerfer 35 durante la invasión de los Países Bajos y de Francia. Los lanzallamas también fueron muy usados durante las batallas urbanas de Polonia, tanto en el levantamiento del gueto de Varsovia de 1943 como en el levantamiento de Varsovia de 1944. Con el retroceso del Tercer Reich durante la segunda mitad de la guerra, se produjo un lanzallamas más pequeño y compacto, el einstossflammenwerfer 46.
El ejército alemán también usó vehículos lanzallamas. La mayor parte de ellos tenían un chasis basado en el del vehículo Sd.Kfz. 251 y en los de los tanques Panzer II y Panzer III, que fueron conocidos como Panzer II Flamm y Flammpanzer III respectivamente y como flammpanzers en general.
Los alemanes también produjeron el abwehrflammenwerfer 42, basado en un arma soviética. Se trataba de un arma desechable, de un solo uso, que era enterrada junto con las minas convencionales en puntos defensivos y que se activaba mediante un cable de tracción o un cable de comando. El arma contenía unos 30 litros de combustible, que eran detonados un segundo o segundo y medio después de la activación, produciendo una llamarada de 14 de metros de diámetro.
Italia usó lanzallamas portátiles y tanques lanzallamas L3 Lf durante la segunda guerra ítalo-etíope, de 1935 a 1936, durante la guerra civil española y durante la Segunda Guerra Mundial. El L3 Lf era una tanqueta CV-33 o CV-35 armada con un lanzallamas montado en el afuste de la ametralladora. En la campaña del norte de África el L3 Lf tuvo poco o ningún éxito. El tanque lanzallamas L6 Lf se desarrolló con el tanque ligero L6/40.
Japón usó un lanzallamas portátil para despejar posiciones fortificadas en la batalla de la isla de Wake, en la batalla de Corregidor, la batalla de Tenaru, la batalla de Guadalcanal y en la batalla de la bahía de Milne.
Los lanzallamas del ejército británico, ack packs, tenían un tanque de combustible en forma de rosquilla con un pequeño presurizador esférico en medio. Como resultado de esto, algunas tropas los llamaron "aros salvavidas". Su designación oficial era Flamethrower Portable N.º 2 (lanzallamas portátil n.º 2).
El Departamento de Petróleo de la Guerra hizo grandes planes entre 1940 y 1941 para usar lanzallamas estáticos en el caso de una invasión, con unas 50.000 minas incendiarias dotadas de barriles de combustible que se encontraban en 7000 baterías por el sur de Inglaterra. 
Los británicos no solían usar los lanzallamas portátiles y desarrollaron el tanque lanzallamas Churchill Crocodile. Este era muy efectivo contra las posiciones defensivas alemanas y causó protestas oficiales del Eje contra su uso. Su lanzallamas podía producir una llama de más de 140 metros. Existen casos documentados de unidades alemanas que ejecutaban sumariamente a todos los británicos capturados que habían sido tripulantes de los tanques lanzallamas.
Para el conflicto en el Pacífico, las fuerzas australianas convirtieron el tanque Matilda en el tanque lanzallamas Matilda Frog.
En el Pacífico, el ejército estadounidense usó lanzallamas M1 y M2 para despejar las posiciones defensivas, las cuevas y las trincheras japonesas. Desde los comienzos del conflicto en Nueva Guinea hasta las etapas finales en Guadalcanal, durante la aproximación y la campaña de Filipinas de entre 1944 y 1945 y en la batalla de Okinawa se usaron lanzallamas portátiles. A menudo, los equipos con lanzallamas estaban formados por unidades de ingenieros de combate, aunque más tarde se formaban con tropas del Servicio de Guerra Química. El ejército desplegó más unidades lanzallamas que el Cuerpo de Marines y el Servicio de Guerra Química fue pionero colocando lanzallamas en los tanques Sherman (CWS-POA H-4). Todos los tanques lanzallamas de Okinawa fueron suministrados y manejados por el ejército y, a menudo, estos eran apoyados por la infantería de marina. Muchas de las primeras unidades con lanzallamas de la marina fueron entrenadas por especialistas del ejército en Hawái y en otros lugares del Pacífico sur. El Cuerpo de Marines usó lanzallamas de tipo mochila M2A1-7 y M2-2, que se fueron útiles para despejar trincheras y complejos de búnkeres japoneses. El primer uso conocido por parte del USMC de lanzallamas portátiles fue contra las defensas de Tarawa en noviembre de 1943. Los marines fueron pioneros en el uso de tanques M3 Stuart equipados con el lanzallamas Ronson. Estos eran conocidos como tanques lanzallamas Satan. A pesar de ser efectivos, carecían de un blindaje adecuado para atacar con seguridad las fortificaciones y fueron reemplazados por los tanques M4 Sherman. La mayoría de los tanques lanzallamas Sherman de los marines fueron del tipo del que usaba el ejército (CWS-POA o Servicio de Guerra Química para el Área de Océano Pacífico). Los marines también emplearon grandes lanzallamas de la armada en el compartimento de carga de los vehículos LVT-4 AMTRAC y los usaron en Peleliu. Al final de la guerra, ambos servicios empleaban los tanques lanzallamas anfibios LVT-4 & -5 en pequeñas cantidades. En los casos en los que los japoneses se instalaban en cuevas profundas, las llamas a menudo consumían el oxígeno disponible, sofocando a los ocupantes. Tanto el ejército como la infantería de marina siguieron usando los sistemas portátiles a pesar de la existencia de los tanques Sherman adaptados con el lanzallamas Ronson. Muchas tropas japonesas entrevistadas después de la guerra dijeron que tenían más miedo del lanzallamas que de cualquier otra arma estadounidense. Los operadores de lanzallamas fueron a menudo los primeros objetivos del ejército de los EE. UU.
El ejército estadounidense usó lanzallamas en Europa en cantidades mucho menores, aunque estaban disponibles para usos especiales. La mayoría de las barcazas de la playa de Omaha incluyeron un equipo de dos personas con lanzallamas.
Los lanzallamas soviéticos FOG-1 y FOG-2 eran aparatos inmóviles usados para la defensa. También podían ser usados como minas incendiarias. El FOG tenía solamente un cilindro con combustible, que era comprimido mediante una carga explosiva y lanzado a través de una boquilla. En noviembre de 1944 el Boletín del Departamento de Inteligencia de la Guerra de los Estados Unidos se refirió a él como el "lanzallamas fougasse" usado en la defensa de Stalingrado. El FOG-1 fue copiado por los alemanes, dando origen al Abwehrflammenwerfer 42. 
Los soviéticos fueron los únicos que conscientemente intentaron camuflar a la infantería que usaba lanzallamas. Con el lanzallamas ROKS-2 se hacía esto camuflando al lanzador como un fusil convencional, como el Mosin-Nagant, y al tanque de combustible como una mochila estándar de la infantería. Esto se hacía para intentar que los portadores de lanzallamas no fuesen atacados de forma específica por el fuego enemigo.
Los tanques franceses Char B1 capturados por los alemanes fueron modificados como tanques lanzallamas PanzerKampfwagen B2 (F). Más tarde los británicos y canadienses desplegaron desde 1944 unidades blindadas lanzallamas en combinación con unidades de infantería. Las primeras versiones de estos primitivos tanques lanzallamas fueron el Badger (tejón), un prototipo utilizado en Normandía, y el Oke, utilizado en Dieppe.

## Después de 1945

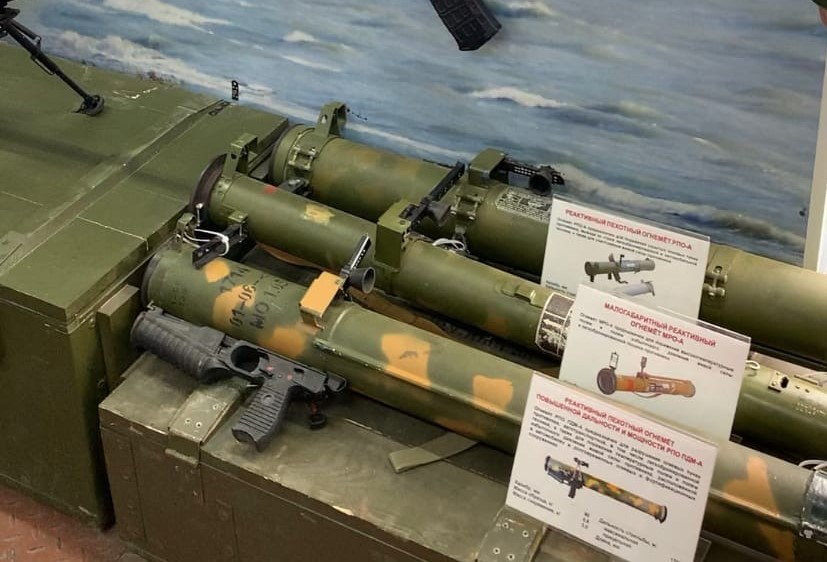
Lanzacohetes portátiles, que también pueden emplear munición incendiaria.

Los marines de los Estados Unidos usaron lanzallamas en la guerra de Corea y en la de Vietnam. Los tanques lanzallamas M132 y M113 fueron usados con éxito en la guerra de Vietnam.
Los lanzallamas no están en el arsenal de Estados Unidos desde 1978, cuando el Departamento de Defensa dejó de usarlos. El último lanzallamas de infantería estadounidense usado en la etapa de Vietnam fue el M9-7. Su efectividad es cuestionable en el combate moderno. Generalmente no están prohibidos, pero al ser armas incendiarias están sujetas a prohibiciones de uso descritas en el protocolo III del Convenio sobre Ciertas Armas Convencionales.
Los lanzallamas del ejército estadounidense fueron desarrollados hasta el M9. En el M9, el tanque de propulsión es una esfera bajo el lado izquierdo del tanque de combustible.
Sigue habiendo armas incendiarias que no son lanzallamas en los arsenales militares. Las bombas termobáricas han sido usadas por los Estados Unidos en Afganistán.
Los Estados Unidos y la Unión de Repúblicas Socialistas Soviéticas desarrollaron lanzacohetes específicos para las municiones incendiarias: el M202 FLASH y el RPO "rys", antecesor del RPO-A Shmel, respectivamente.
Las últimas etapas del conflicto de Irlanda del Norte, a mediados de la década de 1980, el IRA adquirió de contrabando lanzallamas militares soviéticos LPO-50. Fueron suministrados por el gobierno libio a Irlanda del Norte. Usaron un lanzallamas, entre otras armas, para atacar un puesto del ejército británico en Derryard, cerca de Rosslea, el 13 de diciembre de 1989. Otra unidad del IRA atacó una torre de vigilancia, la fortificación de Borucki, con un lanzallamas improvisado remolcado por un tractor en Crossmaglen el 12 de noviembre de 1993. El aparato consistía en un dispersador de estiércol que arrojó combustible a la instalación y, segundos después, este fue encendido por una pequeña explosión. Una bola de fuego de nueve metros de altura envolvió la torre. Los nueve guardias granaderos que se encontraban en el lugar fueron rescatados por un vehículo blindado Saxon.

## Características

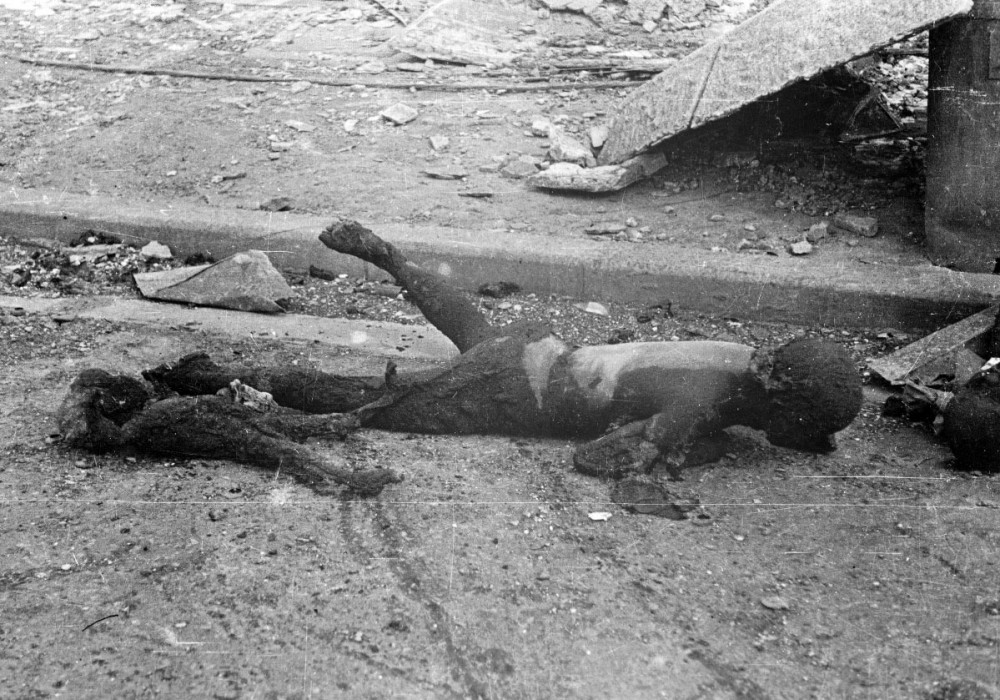
Víctimas japonesas incineradas por lanzallamas en las islas Kushu. Marzo de 1945.

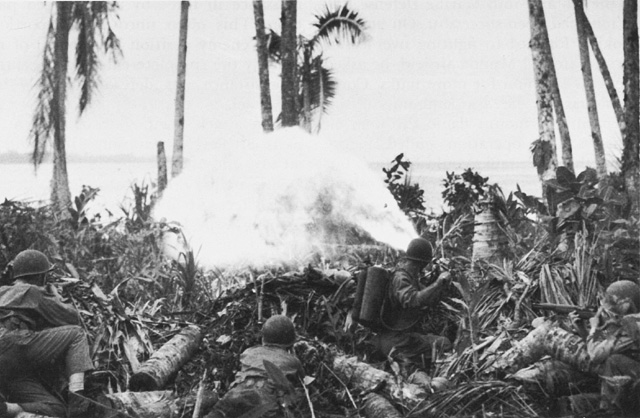
Soldados estadounidenses usan lanzallamas en la batalla de Munda (Nueva Georgia). 1943.

El lanzallamas portátil consiste en dos elementos: la mochila y el lanzador. La mochila usualmente está compuesta por dos o tres cilindros. En un sistema de dos cilindros, uno de estos contiene un gas propulsor inerte comprimido (usualmente nitrógeno) y el otro contiene un líquido inflamable - generalmente gasolina con un espesante añadido. Un sistema de tres cilindros tiene frecuentemente dos cilindros externos de líquido inflamable y un cilindro central de gas propulsor para mantener el equilibrio del soldado que lo transporta. El gas impulsa al combustible líquido fuera del cilindro a través de una manguera flexible conectada al lanzador. El lanzador consiste en un pequeño depósito, una válvula accionada por resorte y un sistema de ignición; al presionar el gatillo se abre la válvula, permitiendo el paso del líquido inflamable a presión sobre el mecanismo de ignición y su salida por la boquilla del lanzador. El mecanismo de ignición puede variar según el tipo de lanzallamas: en ocasiones es una simple resistencia eléctrica, mientras que otros modelos presentan una pequeña llama alimentada por el gas a presión o emplean cartuchos de fogueo específicos.  
El ser humano tiene un temor instintivo al fuego en todas sus formas y cuando es usado de manera ofensiva en la forma del lanzallamas, su impacto en el enemigo puede ser considerable. A veces durante la Segunda Guerra Mundial la mera vista de un lanzallamas en acción era bastante para que el enemigo se rindiera inmediatamente a veces corriendo desesperadamente hacia los operadores de lanzallamas a fin de rendirse, aterrados por la posibilidad de ser quemados vivos. Tanto es así que el arma se ha visto sujeta a cierta discusión sobre su legalidad. En la práctica, es un arma especialmente utilizada contra posiciones defensivas como búnkeres y emplazamientos atrincherados. El uso de combustibles líquidos permite al fluido "rebotar" sobre las paredes, amplificando el daño directo que podría causar. Aunque generalmente se piensa que es un arma de corto alcance, los lanzallamas contemporáneos pueden ser eficaces a una distancia de 50-80 metros. La posibilidad de diseminar el líquido inflamable y quemarlo después hace posible crear varios "frentes" de fuego simultáneo en la posición atacada.
Su alcance sigue siendo más reducido que el de cualquier otra arma presente en un campo de batalla, por lo que el operador de lanzallamas típicamente debe aproximarse hasta poca distancia del objetivo antes de poder utilizarla, arriesgándose finalmente a ser abatido o de perecer en una explosión del depósito inflamable antes de alcanzar una posición apropiada. La posibilidad de que se produzca esta explosión ha sido notablemente exagerada por las producciones cinematográficas del género bélico. Los operadores de lanzallamas rara vez eran tomados prisioneros, en especial si su objetivo sobrevivía al ataque con esta arma; en algunos casos, los operadores de lanzallamas capturados eran ejecutados sumariamente.
Debería tenerse en cuenta que los operadores de lanzallamas no se enfrentan a la posibilidad de una muerte terrible ante cualquier chispa accidental, ni siquiera cuando el depósito es alcanzado por una bala como suele aparecer en las modernas películas de guerra. El contenedor de gas -también llamado "presurizador"- contiene un gas no inflamable a alta presión. Si este tanque se abriese, solo impulsaría al portador hacia delante, del mismo modo en que una lata de gas a presión se desplaza hacia delante cuando es perforada. Por otra parte, la mezcla inflamable contenida en los depósitos de combustible no se inflama fácilmente sin la adición de magnesio, con el que solo se combina en la salida del arma. Si se disparase una bala contra un contenedor metálico conteniendo diésel o napalm, solo causaría una fuga a través del agujero, a no ser que la munición empleada fuese de tipo antiblindaje incendiaria, lo que causaría la ignición del material contenido. Esto también se aplica al contenedor de combustible del lanzallamas.

## Otros usos
Los lanzallamas son usados ocasionalmente para incendios controlados en el mantenimiento de los terrenos y en agricultura. Por ejemplo, en la producción de caña de azúcar, donde se queman las cañas para deshacerse de las hojas secas que dificultan la cosecha y, de paso, matar a cualquier serpiente venenosa que aceche. No obstante, es más común que se use una antorcha de goteo o una bengala.
Las tropas estadounidenses usaron lanzallamas en las calles de Washington D. C. como uno de los varios métodos de limpieza usados para la gran cantidad de nieve que cayó antes de la inauguración presidencial de John F. Kennedy. Un artículo de historia del Cuerpo de Ingenieros del Ejército de los EE. UU. señala que se emplearon, entre otros medios, camiones de basura, excavadoras, limpiadoras de nieve y lanzallamas para despejar el camino.

## Suceso
En abril de 2014 se informó que el oficial del gobierno de Corea del Norte O Sang-hon, del Ministerio de Seguridad Pública, había sido ejecutado con un lanzallamas.